# Königs Wusterhausen
Königs Wusterhausen is een stad in de Duitse deelstaat Brandenburg, en maakt deel uit van de Landkreis Dahme-Spreewald.
Königs Wusterhausen telt 38.111 inwoners.

## Kernen
Sinds de gemeentelijke herindeling van 2003 horen de voormalige gemeenten Zeesen, Kablow, Diepensee, Niederlehme, Senzig, Wernsdorf en Zernsdorf tot Königs Wusterhausen.

## Radiozendmasten

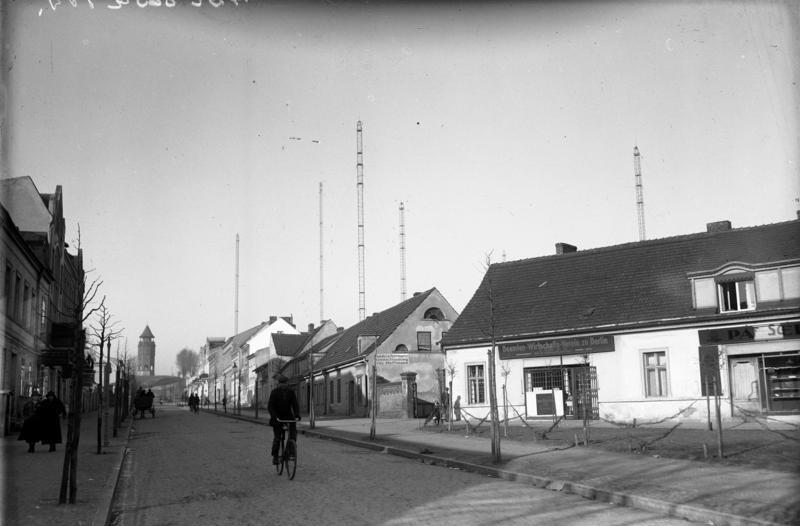
Zendmasten in Königs Wusterhausen

Königs Wusterhausen is in Duitsland vooral bekend als plaats waar de radiozendmasten stonden. De eerste tests met uitzendingen begonnen in 1908. Op 22 december 1920 vond via de lange golf de eerste uitzending plaats met muziek en spraak.
In Zeesen was tussen 1939 en 1945 de sterkste kortegolfzender ter wereld gevestigd. Van hieruit werd nazipropaganda in vreemde talen over de wereld verspreid, vooral naar de Arabische wereld, onder de namen "Voice of Free Arabism" en "Radio Berlin". Onder meer de Palestijns-Arabische nationalist Amin al-Hoesseini kon via deze zender zijn anti-Joodse propaganda verspreiden.
In het wapen van Königs Wusterhausen (afgekort KW, hetgeen in het Duits ook staat voor korte golf) zijn de zendmasten opgenomen.
Op 14 augustus 1972 vond het grootste vliegtuigongeluk in de Duitse geschiedenis plaats in de stad. IL-62 passagiersvliegtuig neergestort als gevolg van brand en verlies van controle

## Geboren
- Sandra Keller (1973), actrice
- Judith Arndt (1976), wielrenster

## Overleden
- Eberhard Rebling (1911-2008), musicoloog